# Readiness 2030

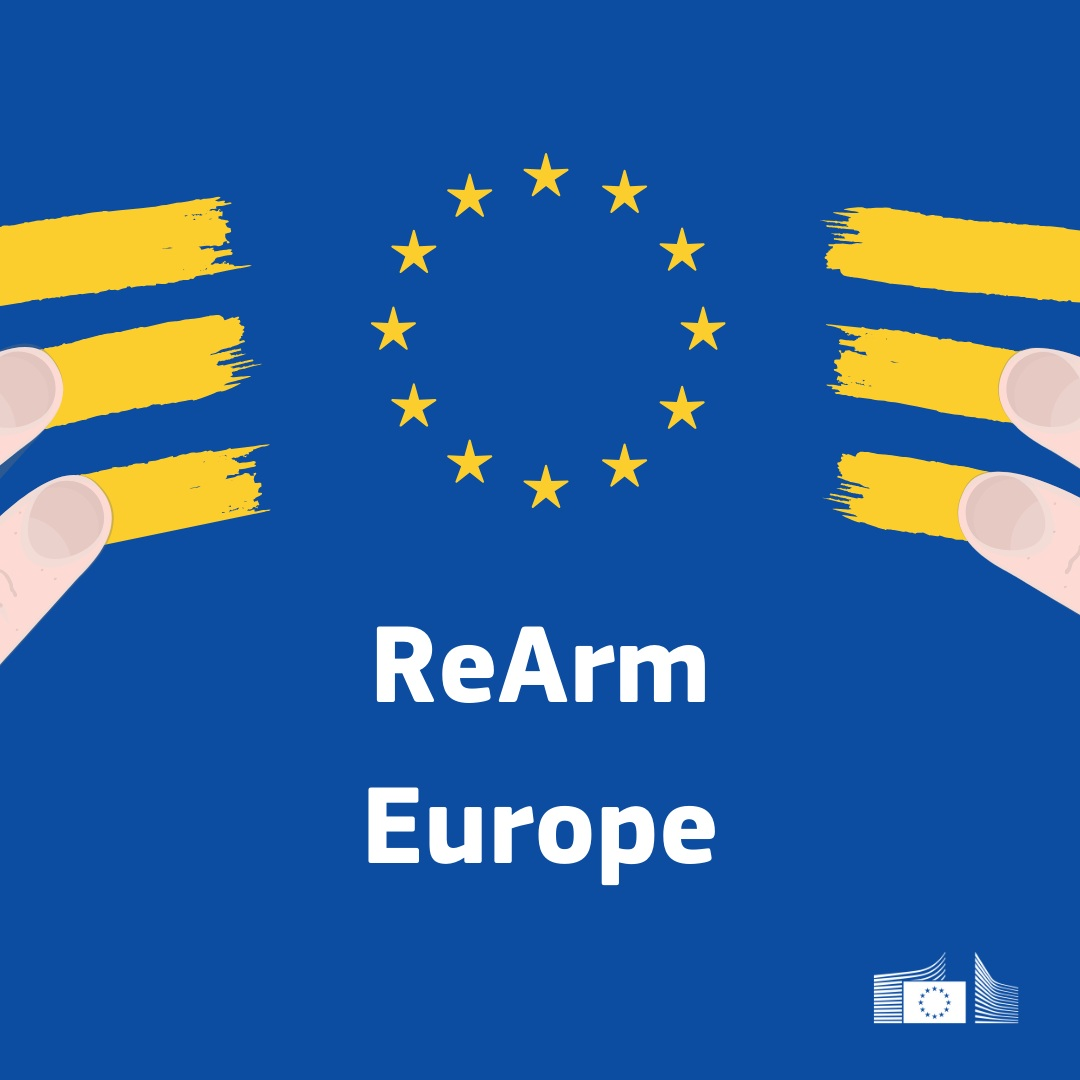
Logo van ReArm Europe, nu Readiness 2030.

Readiness 2030 (voorheen ReArm Europe) is een strategisch defensie-initiatief dat op 4 maart 2025 werd voorgesteld door de Voorzitter van de Europese Commissie Ursula von der Leyen, met als doel de militaire capaciteiten van de Europese Unie te vergroten. Het werd onthuld in een brief aan de Europese leiders voorafgaand aan een vergadering van de Europese Raad op 6 maart 2025. Het plan wil tot 800 miljard euro vrijmaken om de Europese defensie-infrastructuur te versterken als reactie op geopolitieke dreigingen, met name de aanhoudende oorlog in Oekraïne en onzekerheden over de militaire steun van de VS. Na kritiek van de Italiaanse premier Giorgia Meloni en de Spaanse premier Pedro Sánchez kreeg het initiatief een andere naam: Readiness 2030.

## Projecten

### Droneproject Actus

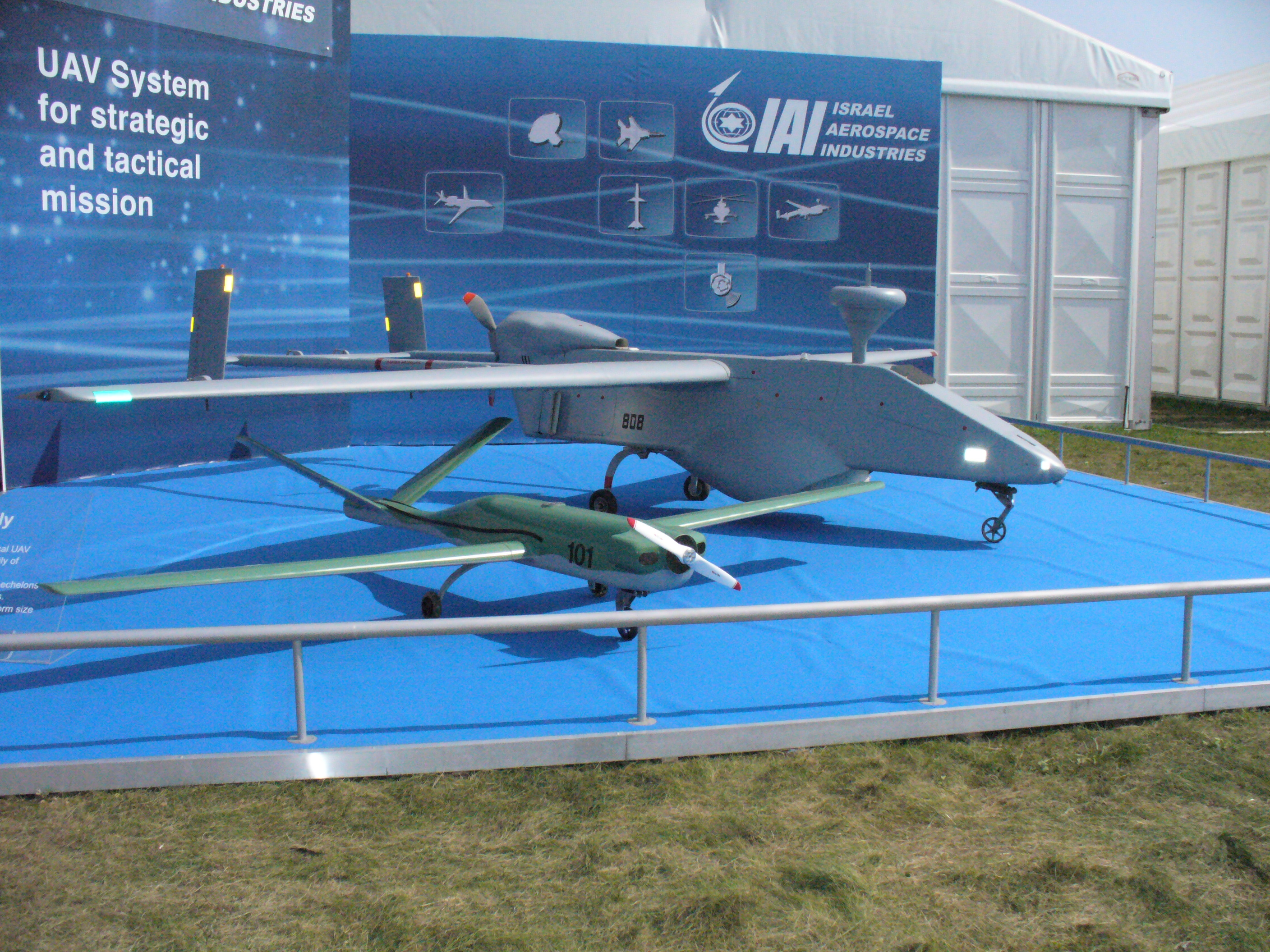
Een drone van Israel Aerospace Industries (IAI).

Een van de projecten is het in december 2024 gelanceerd project Actus, om dronetechnologieën te ontwikkelen voor wapenintegratie en andere capaciteiten voor Europees gebruik. De leidende Griekse firma in het programma is een dochteronderneming van Israel Aerospace Industries (IAI), dat deel uitmaakt van het Israëlische militair-industrieel complex.